# Problepsis longipannis
Problepsis longipannis là một loài bướm đêm trong họ Geometridae.